# Christian Mayer (Maler)
Christian Mayer (* September 1700 in Volkratshofen; † 22. Juni 1771 in Memmingen) war ein deutscher Maler zur Zeit des Barock.

## Leben

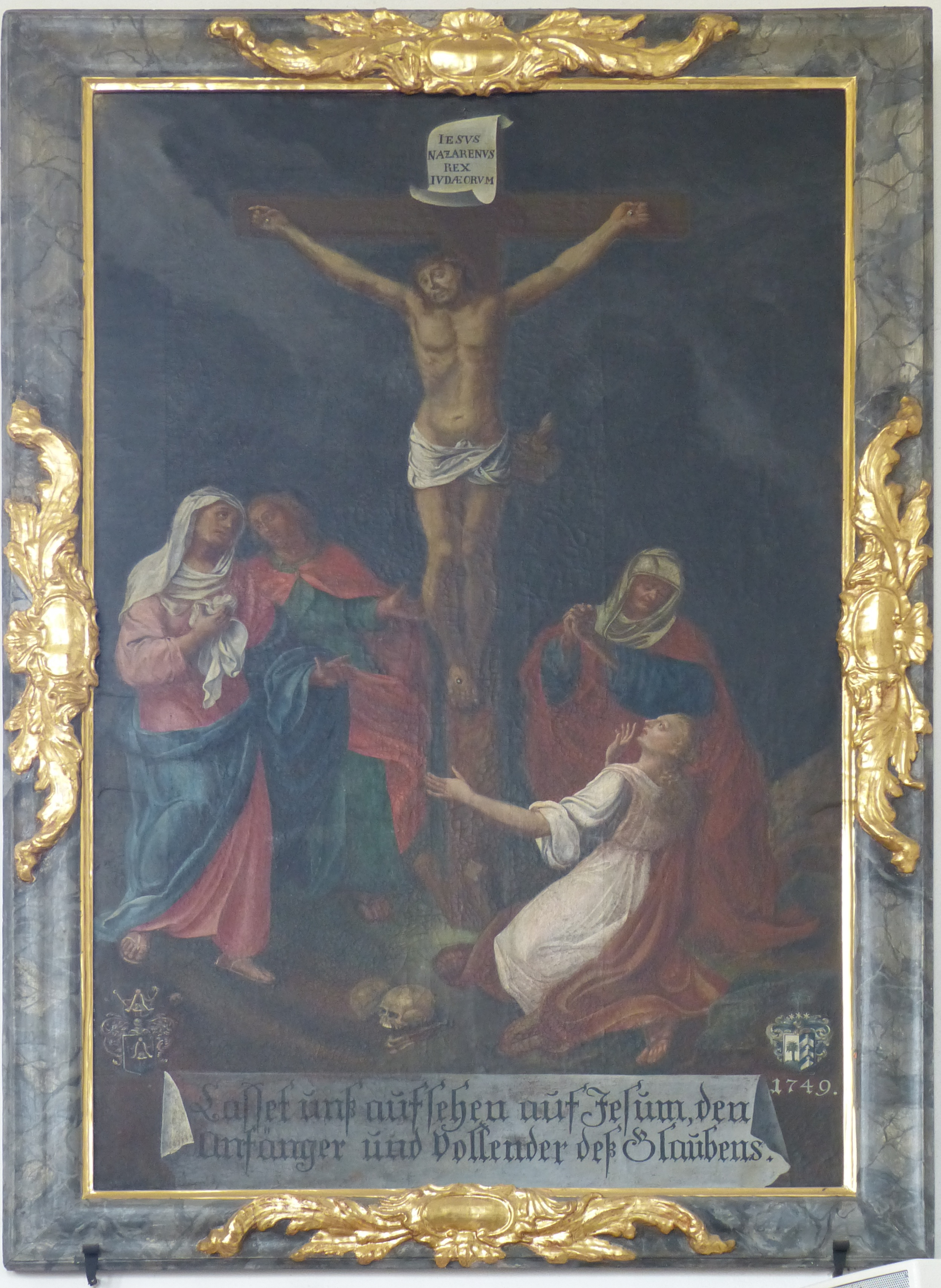
Kreuzigungsszene in Unserer lieben Frau in Lauben bei Memmingen

Christian Mayer wurde Anfang September 1700 als eines von 20 Kindern des Volkratshofener Pfarrers Johann Conrad Mayer geboren und am 5. September getauft. Seine Lehre dürfte Mayer bei Johann Friedrich Sichelbein, dem führenden Memminger Maler im Barock, absolviert haben. Wo und wie er die Gesellenjahre auf Wanderschaft verbrachte, ist nicht bekannt. In Memmingen tauchte er erst wieder auf, als er am 3. Juli 1724 in St. Martin die Ehe mit Sabrina Hermann schloss. Am 9. November 1724 ließ er sich in die für das Malerhandwerk zuständige Kramerzunft einschreiben. In der Folge wechselte er jedoch zum Beruf eines Kaufmanns. Durch die Satzung der Kramerzunft durfte er nur einen Beruf ausüben, so dass ihm eine Tätigkeit als Maler verwehrt blieb. Der Berufswechsel verlief äußerst schlecht. Bereits kurze Zeit später hatten sich immense Schulden durch einen zu hohen Lebensstandard und ein schlecht laufendes Geschäft sowie einen Hauskauf aufgetürmt. Ein Teilhaber der Firma Helcke & Brune aus Iserlohn wagte  1739 einen massiven Vorstoß beim Rat der Stadt Memmingen, da ihm Mayer 186 Gulden schuldete. Er verlangte von der Stadt Memmingen, Mayer in Arrest zu nehmen, eine Kaution zu leisten und die gelieferten Waren herauszugeben oder zu bezahlen. Die Stadt beauftragte die Gerichtsherren Koch und Hommel, den Laden von Christian Mayer zu inspizieren. Der Arrest der Waren wurde dem Teilhaber von Helcke & Brune bewilligt. Kurze Zeit später bat Mayer beim Rat der Stadt um ein Moratorium mit seinen Gläubigern, da er bereits mit 2400 Gulden in den Schuldenstand geraten sei.
Vermutlich wegen dieser Überschuldung wandte er sich wieder der Malerei zu und stellte einen Gesellen ein. Nach den Zunftregeln war ihm die gleichzeitige Tätigkeit als Krämer und Maler verwehrt, weshalb die Maler Johann Leonhard Rupprecht und Elias Grimmel am 13. Mai 1740 bei der Zunft protestierten. Nach einem Widerspruch Mayers gaben die beiden Kläger nicht auf und gaben am 27. Mai 1740 eine weitere Stellungnahme ab. Eine Bitte um einen einmonatigen Aufschub der Entlassung des Gesellen wurde Mayer aufgrund der eindeutigen Rechtslage verwehrt. Ein Jahr später beschwerten sich die Maler Rupprecht und Johann Andreas Hommel wiederum, weil Mayer nun zwei Gesellen beschäftigte. Mayer erwiderte, dass ein Geselle für das Rosenvergolden zuständig wäre, dem anderen würde er kündigen, was allerdings nichts half. Der Rat der Stadt bestand auf einer fristlosen Kündigung beider Gesellen. Wegen einer Ladenöffnung am Sonntag während der Abendpredigt sollte er vier Gulden Strafe zahlen. Um diese Strafe kam er durch eine Entschuldigung herum. Dem Magistrat der Stadt Memmingen verehrte Mayer am 19. September 1742 das Gemälde Der Hohepriester im Tempel, was ihm von der St.-Martins-Pflege 40 und von der reichsstädtischen Steuerkasse 50 Gulden einbrachte. Das Bild wurde im Mittelschiff der Martinskirche aufgehängt. Aufgrund der eher bescheidenen Malkünste versuchte sich Mayer 1744 mit der Herausgabe eines wöchentlich erscheinenden Kundschafts- und Anzeigenblattes über Wasser zu halten, das er wohl über ein Jahr aufgelegt hat, denn das Unterhospital verbuchte am 18. November 1745 vier Wochenzettel von Mayer.
Seine Frau starb am 23. August 1745, nachdem sie drei Jungen und drei Mädchen zur die Welt gebracht hatte. Bereits am 22. November 1745 schloss Christian mit Margaretha Hermann eine weitere Ehe. Die Braut brachte als Mitgift 600 Gulden ein, was jedoch die finanzielle Situation Mayers nur wenig lindern konnte. Der nächste Schritt zur Stabilisierung der Finanzen war eine vom Rat der Stadt Memmingen unter hohen Auflagen genehmigte Lotterie, bei der Bilder von Mayer als Preise verlost wurden. Um die aufgelaufenen Zinsschulden zu bedienen, überredete Mayer einige Kreditgeber zur Wandlung der Zinsschulden in Lose dieser Lotterie. Andere Kreditgeber konnten nicht überredet werden, weshalb Mayer wandte sich an den Rat der Stadt Memmingen und bat, die übrigen Gläubiger zur Wandlung zu überreden. Der Rat wirkte auf sie ein, Mayer entgegenzukommen. Bereits 1749 wollte er eine weitere Lotterie veranstalten, was der Rat ablehnte. Er empfahl Mayer, sein Haus zu verkaufen, um die Kredite zurückzahlen zu können.
Um 1746 stieß Mayer auf die Cartapesta-Technik. Diese Pappmaché-Technik sollte ihm schnelles Geld einbringen. Aus mehreren Quellen geht hervor, dass dies zum Teil gelungen ist. Beispielsweise zahlte ihm die Stadt Isny am 8. November 1746 für ein Brustbild des Kaisers Franz I. 30 Gulden und 40 Kreuzer. In den folgenden Jahren schuf er mehrere solcher Werke. Dies verbesserte seine Finanzsituation jedoch auch nur im geringen Maße. Nun verkaufte er sein Haus und den Laden für 2450 Gulden. Die Gläubiger verlangten daraufhin vom Rat, den Kaufpreis in der Stadtkanzlei zu hinterlegen, um sie von dort aus zu befriedigen. Lediglich 50 Gulden erhielt Mayer für sich persönlich ausgehändigt. Das Geld reichte nicht aus, alle Schulden zu tilgen, jedoch wurde bei einer Gläubigerversammlung in der Stadtkanzlei eine gütliche Einigung erzielt.
Die Schreiner und Kunsthandwerker der Stadt sahen in seinen Cartapestaarbeiten zunehmend eine Konkurrenz für ihre eigenen Handwerksbetriebe, weshalb sie am 22. November 1754 Klage beim Rat der Stadt Memmingen erhoben. Nach einer Versicherung Mayers, sein Geselle würde keine Schreinerarbeiten ausführen, ließen es die Kläger darauf beruhen. Ab 1749 malte Mayer einen Zyklus zum Leben Jesu für die Frauenkirche in Lauben bei Memmingen. Diese Arbeit wurde handwerklich ausgeübt und dürfte nicht von ihm, sondern nur aus seiner Werkstatt stammen, bleibt sie doch qualitativ hinter dem Hauptwerk Johann Friedrich Sichelbeins zurück. Weitere Aufträge für Lauben folgten.
Sein Sohn Christian, der bei den Künersberger Fayencen gelernt und in Ellwangen gearbeitet hatte, wurde 1757 schwer krank. Mayer suchte Hilfe beim Stadtmagistrat, der eine Kur bewilligte. Dazu kam es nicht mehr, da der Sohn am 9. April 1757 an Schwindsucht starb. 
In der Folgezeit schuf Mayer weitere Cartapesta-Reliefs und malte weiterhin Bilder. Für das Gemälde Der zwölfjährige Jesus im Tempel für die Martinskirche in Memmingen erhielt er 50 Gulden.
Seine Tochter Sabina erwartete ein Kind von einem Säcklergesellen aus Potsdam und floh in die benachbarte Reichsstadt Leutkirch, da sie in Memmingen aufgrund der vorehelichen Liebesbeziehung eine schwere Strafe zu erwarten hatte. Mayer bat den Magistrat, ihr Geld nach Leutkirch überweisen zu dürfen, damit sie ihren Lebensunterhalt bestreiten konnte. Der Magistrat lehnte dies am 30. Mai 1763 ab, gab jedoch einem weiteren Ansinnen Mayers nach, als dieser die monatliche Summe reduzierte. Ein Jahr später erhielt er den Auftrag, für die neu erbaute Martinskirche in Steinheim die Rahmen der Ölgemälde aus Cartapesta zu fertigen und erhielt pro Rahmen 18 Gulden. Seine zweite Frau starb am 24. Februar 1768 mit 56 Jahren an Entzündungsfieber. Am 27. Juni 1768 heiratete er die Witwe Magdalena Bleuer. Im selben Jahr schuf er sein bedeutendstes Cartapesta-Werk, ein Schauwappen des Magistrats mit einer schriftlichen Widmung. Hierfür sollte er 100 Reichstaler erhalten, ausgezahlt wurden jedoch nur 75 Gulden, etwa die Hälfte des vereinbarten Preises. Die andere Hälfte wurde zur Schuldentilgung, die wieder angewachsen waren, verwandt. Die finanzielle Situation verschärfte sich in seinen letzten Jahren, so musste sich Christian Mayer Ende August 1768 beim Rat der Stadt Memmingen einen Nahrungsbeitrag erbitten. Er erhielt am 26. August 1768 den Bescheid, der ihm den geringen Betrag von drei Gulden alle drei Monate zugestand. Am 1. Januar 1769 starb seine dritte Frau an Brustkatarrh. Mit dem sehr niedrigen Erbteil konnte er seine finanzielle Not nur minimal lindern. Seine Tochter Sabine erwartete ihr zweites uneheliches Kind im selben Jahr und sollte deswegen inhaftiert werden. Auf Bitten des Vaters konnte sie am 10. Juni 1769 im Seelhaus den Sohn Christoph zur Welt bringen und musste nach dem Kindbett ins Zuchthaus zurückkehren. Christian Mayer bat am 7. Juli 1769 um Aufnahme in die Pfründe, das Armenhaus. Dort verfiel sein Gesundheitszustand, so dass bereits kurze Zeit später der Spitälinsvater Michael Henchel die Pflegebedürftigkeit feststellte.  Mit seinem letzten Wunsch bat er am 2. November 1770 den Magistrat, seine Tochter aus dem Zuchthaus zu entlassen, damit diese ihn pflegen könne. Der   Magistrat gestattete die Pflege am Tage, nachts musste die Tochter in das Zuchthaus zurückkehren. Christian Mayer verstarb am 22. Juni 1771 völlig verarmt im Spitälin, einem Memminger Armenhaus.

## Werke

### Bilder
In der evangelisch-lutherischen Pfarrkirche Unser Lieben Frau in Lauben bei Memmingen:
- Verkündigung an Maria, Öl/Leinwand, 1749
- Anbetung der Hirten, Öl/Leinwand, 1765
- Kreuzigung Christi, Öl/Leinwand, 1749
- Auferstehung Christi, Öl/Leinwand, 1755
- Himmelfahrt Christi, Öl/Leinwand, 1759
- Jesu und die zwölf Apostel, Emporenbrüstung inklusive deren Fassung, 1756

Martinskirche zu Memmingen: Der Hohepriester im Tempel, Öl/Leinwand, 1742
Kinderlehrkirche Memmingen: Der zwölfjährige Jesus im Tempel, Öl/Leinwand, 1763
Privatbesitz: Schützenscheibe mit Darstellung einer Kanonenexplosion, Öl/Holz, 1763

### Cartapestawerke
Städtisches Museum Memmingen im Hermansbau:
- Relief mit der Allegorie der Justitia, 1747
- Relief mit der Ansicht Memmingens von Osten, um 1750
- Stammbaum der Familien Rupprecht und Küner, 1758
- Jubiläumsdenkmal zur 200. Wiederkehr des Augsburger Religionsfriedens 1755, 1755
- Gedenkbrief zur Aufnahme Johannes Kiderlins in den Großen Rat, 1760
- Gedenktafel zum Erwerb gerichtlicher Hoheitsrechte durch die Stadtrepublik Memmingen, 1760
- Ehrentafel zur Berufung Johann Carl Zobels ins Stadtgericht, 1767
- Monument zur Verherrlichung des reichstädtischen Regiments, 1768

Isny im Allgäu, Evangelisch-lutherisches Kirchenarchiv: Jubiläumsdenkmal zur 200. Wiederkehr des Augsburger Religionsfriedens 1755, 1755
Wangen im Allgäu, Heimatmuseum: Ehrenmonument zur Verherrlichung von Kaiser Franz I. Stephan, 1746
Privatbesitz: Ehrentafel zur Berufung des Gerichtsherrn David Rupprecht in den Innern Rat, 1762